# Schnauzen-Lippfisch
Der Schnauzen-Lippfisch (Symphodus rostratus) ist eine marine, im Litoral lebende Fischart, welche im gesamten Mittelmeer sowie im Schwarzen Meer verbreitet ist. Er ist auch unter den Namen Crenilabrus scina und Coricus rostratus sowie Langschnauzen-Lippfisch bekannt. Symphodus rostratus gehört zur Familie der Lippfische (Labridae) und ist gut an seiner langen, spitzen Schnauze zu erkennen. Er wurde 1797 von Marcus Élieser Bloch, einem deutschen Naturforscher und Arzt, beschrieben, dessen Fachgebiet insbesondere die Ichthyologie war.

## Merkmale
Das hervorstechendste Merkmal von Symphodus rostratus ist seine eingebuchtete Stirnlinie und auffällig lange, zugespitzte Schnauze. Sein Kopf erscheint im Profil konkav. An diesen Merkmalen ist er gut zu erkennen und auch Verwechslungen können so leicht ausgeschlossen werden. An seiner Schnauze sind zudem 4–10 Poren zu finden, seine Lippen weisen 7 Falten auf. Der Körper von Symphodus rostratus ist langgestreckt, oval und lateral abgeflacht. Die Kopflänge ist größer als die Körperhöhe, seine Schnauze ist eher schmal und nach oben gerichtet. Wie alle Arten der Gattung Symphodus hat auch Symphodus rostratus nur eine einzelne Zahnreihe pro Kiefer. Im Oberkiefer findet man bei dieser Art 11–21 und im Unterkiefer 11–16 Zähne. Entlang der Seitenlinie hat Symphodus rostratus 30–35 Schuppen, welche als Cycloidschuppen ausgebildet sind. Des Weiteren sind keine Schuppen an der Basis der Dorsalis sowie der Analis zu finden. Die Flossenformel für Symphodus rostratus lautet D XIV–XVI + 9–12, A III + 9–11. D steht hierbei für Dorsalis, A für Analis, die arabischen Zahlen für die Anzahl an Hartstrahlen und die römischen Zahlen für die Anzahl an Weichstrahlen.
Ein weiteres Merkmal von Symphodus rostratus ist der am Rand fein gesägte Vorkiemendeckel. Seine Kiemenreuse weist 14–18 Dornen auf. Ein ausgewachsenes Tier dieser Art erreicht gewöhnlich eine Größe von 8–10 cm. 2014 wurden im Rahmen einer Studie die Längen und Gewichtsverhältnisse von 49 Fischarten untersucht. Dabei wurde bei Symphodus rostratus eine maximale Körperlänge von 17,7 cm gemessen. Das schwerste gemessene Tier dieser Art wog 73,88 g.
Zur Laichzeit weisen Symphodus rostratus Männchen eine rötliche Färbung sowie einen kleinen schwarzen Fleck um die Genitalpapille auf. Die Weibchen hingegen haben einen angeschwollenen gelblichen Bauch und ebenfalls einen schwarzen Fleck um die Genitalpapille. Dieser ist allerdings größer und herzförmig. In Louisy (2015) wird die Urogenitalpapille der Weibchen zur Laichzeit als kegelförmig und blau bis schwarz gefärbt beschrieben.

## Färbung
Symphodus rostratus kann sehr variabel gefärbt sein. Die Färbung reicht von grün, grünbeige über braun bis rotbraun. Es gibt auch Individuen mit einer gepunkteten Musterung. Insbesondere seine Schnauze ist oft gepunktet. Im Seegras lebende Tiere zeigen meist eine hellgrüne, einheitliche Färbung. Damit sind sie den Pflanzen farblich angepasst, was ihnen eine gute Tarnung ermöglicht. Die grünliche, uniforme Färbung ist vor allem auch bei Jungtieren zu beobachten. Adulte Tiere sind eher grau gefärbt. Zudem gibt es gemusterte Individuen. Nach DeHaas und Knorr (1999) wird ein unregelmäßig geflecktes Muster beschrieben und die Färbung reicht von grünlich- bis rotbraun und orange am Rücken über rötlich, gelbbraun bis gelb an den Seiten und am Bauch. Des Weiteren ist oft eine helle, mediane Linie von der Schnauze bis zur Dorsalis sowie zwei dunkle und längs verlaufende Linien an der Flanke zu beobachten.

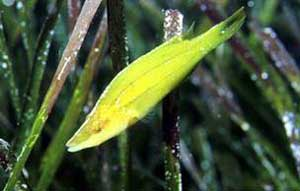
Symphodus rostratus mit grüner, uniformer Färbung

### Farbliche Anpassung
Durch die tropische, ins Mittelmeer eingeschleppte Algenart Caulerpa taxifolia verändert sich das Habitat für viele Lippfische wie Symphodus rostratus. Caulerpa taxifolia bildet eine dichte, uniforme, hellgrüne Algengraswiese. In einer im Jahr 2005 veröffentlichten Studie wurde untersucht, inwiefern sich die Fische diesem neuen Habitat farblich anpassen können. Dafür wurden vier Lippfisch Arten, drei der Gattung Symphodus, untersucht. Alle Fische, bis auf Symphodus rostratus, zeigten dabei eine farbliche Veränderung zwischen dem ursprünglichen und dem neuen Habitat. Weitere Experimente im Aquarium bewiesen, dass Symphodus ocellatus und Symphodus rossali in der Lage sind, ihre Färbung der Umgebung anzupassen. Im Gegensatz dazu zeigte Symphodus rostratus auch hier keine farbliche Anpassung in Bezug auf die Veränderung des Habitats. Bei Symphodus rostratus variierte allerdings die Anzahl der grün gefärbten Individuen signifikant über das Jahr hinweg. Zwischen Dezember und April gab es verhältnismäßig mehr grün gefärbte Individuen, während es zwischen Mai und Oktober weniger waren. Dies ist auch die Zeit der Reproduktion dieser Art, in welcher viele adulte Tiere eine graue oder braune Färbung zeigen. Daher ist davon auszugehen, dass die Färbung von Symphodus rostratus mit dem Reproduktionsstatus zusammenhängt. Die graubraune Färbung lässt sich dadurch erklären, dass die Tiere in diesem Zeitraum ihre Nester bewachen, welche überwiegend in graubraunen felsigen Bereichen liegen. Während dem anderen Zeitraum, zwischen Dezember und April, leben die Tiere überwiegend in Seegraswiesen, in welchen die graubraune Färbung nachteilig wäre. Symphodus rostratus ist ein gutes Beispiel für farbliche Veränderung, die mit unterschiedlicher Habitatsnutzung während unterschiedlicher Lebensphasen einhergeht.

## Verbreitung
Symphodus rostratus ist im gesamten Mittelmeer sowie im Schwarzen Meer verbreitet. Sein bevorzugtes Habitat sind Posidonia-Seegraswiesen. Hier und auch in angrenzenden, algenbestandenen, felsigen Bereichen lebt er im Litoral in einer Tiefe von 3–20 m, selten auch in einer Tiefe von bis zu 50 m.

## Verhalten und Lebensweise
Symphodus rostratus schwimmt meist bei anderen Lippfischen mit. Sieht man ihn, so erlaubt er es dem Menschen näher zu kommen, um letztendlich doch schnell wieder zwischen den Seegrasblättern zu verschwinden. Symphodus rostratus ist tagaktiv, versteckt sich aber auch zu dieser Zeit häufig im Seegras, weshalb er meist nur schwer zu erkennen ist. Dies hat zur Folge, dass die Anzahl an Individuen bei Zählungen, je nach Methode, oft unterschätzt wird.
Symphodus rostratus schwimmt meistens in Bodennähe. Sein Körper ist dabei nach unten gerichtet und sein Kopf abwärts geneigt. Nachts geht er ebenfalls kopfabwärts zwischen Seegrasblättern zur Ruhe. Symphodus rostratus gehört außerdem zu den Fischarten, bei denen der sogenannte Lichtrückenreflex nachgewiesen wurde. Dieser Reflex wird genutzt, um eine bestimmte Körperlage im Raum einzunehmen. Einfluss auf den Lichtrückenreflex nehmen hierbei das seitlich einfallende Licht sowie die normale Schwerkraft. Die Körperneigung ist die gemittelte Position aus beiden Einflüssen.
Die Nahrung von Symphodus rostratus besteht überwiegend aus kleinen Beutetieren wie Kleinkrebsen, welche er mit seinem pipettenartigen Maul gut aufsaugen kann.

## Fortpflanzung
Symphodus rostratus Männchen graben zur Laichzeit zwischen März und Juli mit ihrem Maul eine Sandmulde und bauen dann ein Nest aus Algen, Schill und Steinchen. Mit diesen Materialien wird das Nest von Symphodus rostratus auch bedeckt und somit gut getarnt. Ist das Nest bezugsbereit, so versucht das Männchen ein Weibchen hereinzulocken. Im Nest laichen dann ein oder mehrere Weibchen ab. Das Männchen übernimmt im Anschluss die Aufgabe der Nestbetreuung, bis die Jungtiere aus den Eiern schlüpfen. Um das Gelege mit frischem Wasser zu versorgen, legt sich das Männchen oft mit dem Kopf in Richtung der Nestöffnung und bewegt seine Brustflossen. Dadurch gewährleistet es einen ständigen Wasseraustausch. Die grünlichen Jungtiere haben nach dem Schlüpfen noch kein stark zugespitztes Maul. Die typische längere Schnauze, welcher der Schnauzen-Lippfisch seinen Namen verdankt, bildet sich erst, wenn der Fisch auf etwa 1–2 cm Körperlänge herangewachsen ist. Allgemein wachsen die Männchen schneller als die Weibchen und werden auch größer. Während drei Jahre alte Weibchen eine Größe von etwa 9,5 cm messen, erreichen drei Jahre alte Männchen vereinzelt sogar eine Größe von bis zu 12 cm. Die Tiere können 3–4 Jahren alt werden.

## Bedrohungen
Symphodus rostratus gilt auf der Roten Liste gefährdeter Arten als nicht gefährdet. Sein Status wurde zuletzt 2014 beurteilt. Dennoch hat auch diese Art mit den Auswirkungen menschlichen Handelns zu kämpfen. Ein Problem stellt dabei das illegale Fischen von Steindatteln (Lithophaga lithophaga), einer Muschel aus der Familie der Miesmuscheln, dar. Um die Muscheln zu fischen, tauchen die Steindattelfischer zuerst an den felsigen Grund und lösen mit Hammer und Meißel die oberen Zentimeter der Felsen ab. Dadurch wird das Herausziehen der Muscheln erleichtert. Dies hat aber auch zur Folge, dass die gesamte biologische Bedeckung der Felsen aus Makroalgen und Zoobenthos zerstört wird, was wiederum zur Verwüstung der befischten Gebiete führt. Es wurde untersucht, dass insbesondere auch Arten der Gattung Symphodus von diesen Folgen betroffen sind. Lippfische der Gattung Symphodus zeigten in den befischten Gebieten eine deutlich geringere Biomasse als in den Kontrollgebieten ohne illegale Muschelfischerei.